# 전지원 (골프 선수)
전지원은 대한민국의 골프 선수이다.